# Puchar Króla (1904)

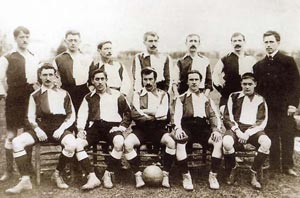
Zdjęcie zawodników Athleticu Bilbao wykonane w 1904.

Puchar Króla 1904 – trzecia edycja Pucharu Króla, rozgrywana w marcu 1904 w Madrycie. Turniej ten został zapamiętany jako jeden z najdziwniejszych turnejów w historii futbolu ze względu na chaos w organizacji i triumf Athleticu Bilbao, który nie rozegrał nawet minuty meczu.

## Szczegóły
Pierwotnie zaplanowano, aby wystąpiły w nim trzy drużyny, każda reprezentować miała inny region. Nowo powstały Madrycki Związek Piłkarski, który organizował turniej po raz pierwszy (poprzedni turniej został zorganizowany przez Madrid CF), zaprosił do udziału w nim Athletic Bilbao, reprezentujący Basków oraz RCD Espanyol, reprezentujący Katalonię. Reprezentującym Madryt miał być zwycięzca meczu pomiędzy Español de Madrid, a Madrid-Moderno (połączenie Madrid CF i Moderno). Trzy drużyny miały grać systemem kołowym.
Przed turniejem, ze względu na zastosowany system rozgrywek, Espanyol odmówił wzięcia w nim udziału. W tym wypadku do turnieju zaproszono dwie kolejne drużyny: Moncloa FC i Iberia Football Club. Zmieniono także system rozgrywek na pucharowy, a Athletic, jako obrońca tytułu, automatycznie awansował do finału.
Turniej rozpoczęto 13 marca 1904, lecz problemy zaczęły się tydzień później. Mecz pomiędzy Español de Madrid i Madrid-Moderno zakończył się remisem 5:5. Kapitanowie obu zespołów zgodnie odmówili rozegrania dogrywki, lecz nie osiągnęli konsensusu w sprawie daty następnego meczu. Español chciał grać już następnego dnia, ale jego przeciwnik, Madrid-Moderno, powiedział, że według zasad turnieju dogrywka nie może się odbyć wcześniej niż 48 godzin od poprzedniego meczu. Następnego dnia Español przybył na mecz, lecz ich przeciwnicy już nie. W takim wypadku federacja zadecydowała o zwycięstwie Españolu walkowerem. Okazało się jednak, że prezesem Madryckiego Związku Piłkarskiego był Ceferino Birdalone - prezes Españolu.
Podczas, gdy finał turnieju był zaplanowany na 26 marca, nieznany był nawet drugi finalista, więc następnego dnia rozegrano mecz pomiędzy Españolem i Moncloa. Po objęciu prowadzenia 1:0 przez Español, jeden z jego obrońców doznał poważnej kontuzji. Zdiagnozowano u niego złamanie kości piszczelowej i strzałkowej. W tym momencie sędzia zadecydował o przerwaniu meczu, a awans, ze względu na prowadzenie, miał przypaść Españolowi. Nie zgodzili się na to jednak działacze i finalnie zorganizowano losowanie, w którym i tak więcej szczęścia mieli piłkarze Españolu.
Español, który tak naprawdę nie wygrał poprawnie żadnego meczu, miał wystąpić w finale 27 marca przeciwko Athelticowi Bilbao. Miał, gdyż Athletic przyjechał na finał 26 marca, i widziąc, że nie ma na stadionie nikogo poza nimi, wrócił do domu. Madrycki Związek Piłkarski przyznał jednak puchar Athleticowi jako obrońcom tytułu, mimo iż nie rozegrali oni nawet minuty meczu.

## Eliminacje

### Półfinały
| 13 marca 1904 | Moncloa FC · ?' · ?' · ?' · ?' | 4:0 | Iberia Football Club | Tiro del Pichón, Madryt |
|               |                                |     |                      |                         |

| 19 marca 1904 | Club Español de Madrid · ?' · ?' · ?' · ?' · ?' | 5:5 | Madrid-Moderno · ?' Joaquín Yarza · ?' Joaquín Yarza · ?' Pedro Parages · ?' Federico Revuelto · ?' Antonio Alonso · | Tiro del Pichón, Madryt |
|               |                                                 |     | |                         |

Dogrywka nie została rozegrana z powodu nieprzybycia Madrid-Moderno na mecz. W tym wypadku mecz walkowerem wygrał Español.

### Finał
| 27 marca 1904 | Club Español de Madrid · ?' | 1:0 | Moncloa FC | Tiro del Pichón, Madryt |
|               |                             |     |            |                         |

Mecz przerwano. Po losowaniu wygrał Español.

## Finał Copa del Rey
| 27 marca 1904 | Athletic Bilbao | [ i ] | Club Español de Madrid | Tiro del Pichón, Madryt |
|               |                 |       |                        |                         |

1. ↑  Athletic nie przybył na mecz, lecz mimo to, to jemu przyznano walkowerem puchar (drużyna ta stawiła się na boisku dzień wcześniej w pierwotnie planowanym terminie)[1].

| Zwycięzca Copa del Rey 1904 |
| --------------------------- |
| Athletic Bilbao DRUGI TYTUŁ |